# Caenaugochlora algeri
Caenaugochlora (Ctenaugochlora) algeri – gatunek błonkówki z rodziny smuklikowatych i plemienia Augochlorini.
Gatunek ten został opisany w 1995 roku przez Michaela S. Engela.
Na głowie i tułowiu tej pszczoły przeważa barwa czarna, natomiast jej metalicznie błyszcząca metasoma może być barwy od złotej z zielono-miedzainym połyskiem do miedziano-czerwonej z zielonym połyskiem. 
Gatunek znany z Kostaryki i Panamy.